# رولاني موكوينا
رولاني موكوينا (بالإنجليزية: Rhulani Mokwena) (مواليد 9 يناير 1987) هو مدرب كرة قدم جنوب إفريقي.
نجل لاعب أورلاندو بايرتس السابق جولياس سونو هلوي، وابن شقيق جومو سونو، ينحدر موكوينا من عائلة كروية وبدأ مسيرته التدريبية الاحترافية في أنظمة الشباب في سيلفر ستارز، قبل أن يعمل كمدير مساعد في ماميلودي صن داونز وبايرتس. في عام 2019، أصبح مديرًا مؤقتًا للنادي الأخير، وشغل هذا المنصب لمدة خمسة أشهر، قبل أن يتم تعيينه كمدرب رئيسي لفريق تشيبا يونايتد في العام التالي.

## الإنجازات
ماميلودي صن داونز
- دوري جنوب إفريقيا: 2021–22، 2022–23، 2023–24
- الدوري الإفريقي: 2023

## روابط خارجية
- رولاني موكوينا على موقع قاعدة بيانات كرة القدم.إي يو (الإنجليزية)